# Sonny Ashbourne Serkis
Sonny Ashbourne Serkis (* 2000) ist ein britischer Schauspieler.

## Leben und Karriere
Sonny Ashbourne Serkis wurde 2000 als Sohn von Andy Serkis und dessen Frau Lorraine Ashbourne in London geboren. Seine Geschwister Ruby Ashbourne Serkis und Louis Ashbourne Serkis sind ebenfalls schauspielerisch tätig.
2012 trat Ashbourne Serkis in Peter Jacksons Fantasyfilm Der Hobbit: Eine unerwartete Reise in einer Statistenrolle auf. Es folgten Rollen in Fernsehserien wie The White Queen, Law & Order: UK, Ein plötzlicher Todesfall und The Witcher.
2021 trat er unter der Regie seines Vaters im Superheldenfilm Venom: Let There Be Carnage auf.

## Filmografie (Auswahl)
- 2012: Der Hobbit: Eine unerwartete Reise (The Hobbit: An Unexpected Journey)
- 2013: The White Queen (Fernsehserie, 3 Episoden)
- 2014: Law & Order: UK (Fernsehserie, 1 Episode)
- 2014: The Boy in the Dress (Fernsehfilm)
- 2015: Ein plötzlicher Todesfall (The Casual Vacancy, Fernsehserie, 3 Episoden)
- 2015: Kind 44 (Child 44)
- 2017: Bucket (Fernsehserie, 1 Episode)
- 2019, 2021: The Witcher (Fernsehserie, 2 Episoden)
- 2020: Die fantastische Reise des Dr. Dolittle (Dolittle)
- 2020: Der junge Wallander (Young Wallander, Fernsehserie, 3 Episoden)
- 2021: The War Below
- 2021: Venom: Let There Be Carnage
- 2021: La Cha Cha
- 2022: Casualty (Fernsehserie, 1 Episode)